# فرانز تامايو
فرانز تامايو (بالإسبانية: Franz Tamayo)‏ هو كاتب ودبلوماسي وسياسي بوليفي، ولد في 28 فبراير 1879 في لاباز في بوليفيا، وتوفي بنفس المكان في 29 يوليو 1956. حزبياً، نشط في Liberal Party (Bolivia) ‏.